# Conus crotchii
Conus crotchii é uma espécie de gastrópode do gênero Conus, pertencente a família Conidae.

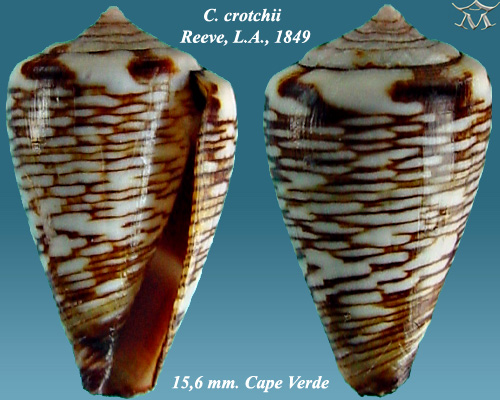